# George Winthrop Fairchild
George Winthrop Fairchild, né le 6 mai 1854 à Oneonta et mort le 31 décembre 1924 à New York, est un homme politique américain du Parti républicain. Il est six fois élu à la chambre des représentants des États-Unis pour l'État de New York. De 1915 à 1924, il est un homme d'affaires et investisseur connu en qualité de président de Computing-Tabulating-Recording Company qui devint plus tard IBM.